# Гвинейско-мексиканские отношения
Гвинейско-мексиканские отношения — двусторонние дипломатические отношения между Гвинеей и Мексикой. Государства являются членами Организации Объединённых Наций (ООН).

## История
Государства установили дипломатические отношения 25 января 1962 года, которые развивались в основном в рамках многосторонних форумов.
В 1961 году президент Мексики Адольфо Лопес Матеос направил президентскую делегацию доброй воли во главе со специальным посланником Алехандро Каррильо Маркором и делегатом Хосе Эсекьелем Итурриагой с визитом в Гвинею, чтобы подготовить базу для установления дипломатических отношений между двумя странами.
В ноябре 2010 года правительство Гвинеи направило делегацию из 61 человека для участия в Конференции Организации Объединённых Наций по изменению климата в Канкуне.

## Дипломатические представительства
- Интересы Гвинеи в Мексике представлены через посольство в Гаване (Куба);
- Интересы Мексики в Гвинее представлены через посольство в Абудже (Нигерия)[4].